# Link Wray
Pour les articles homonymes, voir Wray.
Link Wray [lɪŋk reɪ] est un guitariste et chanteur de rock américain, amérindien, né le 2 mai 1929 à Dunn, en Caroline du Nord, et mort le 5 novembre 2005 à Copenhague.
Link Wray figure dans le top 50 des 100 plus grands guitaristes sélectionnés par le magazine Rolling Stone.
Il rencontre ses premiers succès à la fin des années 1950, se démarquant à l'époque par son blues rock violent et amplifié, rendu rugueux par une distorsion outrancière pour l'époque, surtout avec l'usage de l'effet Larsen qu'il est le premier à domestiquer volontairement. Il a également introduit dans le rock l'utilisation des power chords, notamment grâce à l'instrumental Rumble interprété pour la première fois à Fredericksburg en janvier 1958,.
Il fut la première rock-star amérindienne, réussissant avec Rumble à vendre plus d'un million de copies en 1958. Ce titre fut pendant un temps banni par de nombreuses stations radios américaines qui craignaient qu'il encourage la délinquance juvénile,. Un exploit remarquable pour un morceau instrumental. Une méfiance certainement due à son attitude excentrique, dérangeante dans les années 1950, comme l'était le rock 'n' roll,.
Musicien relativement méconnu du grand public, il demeure une influence majeure pour ses contemporains,,, et ouvrit la voie aux courants musicaux associés aux années 1960, puis durant les années 1970 (punk, heavy metal) et 1990 (Grunge). Iggy Pop cite Wray comme influence et Neil Young. Jimmy Page dit que Link Wray avait une « vraie rebelle attitude » et le crédite dans It Might Get Loud comme une influence majeure au début de sa carrière. Pete Townshend de The Who a déclaré à son propos : « Sans lui, je n'aurais jamais appris à jouer de la guitare ».

## Biographie

### Premières années
Fred Lincoln « Link » Wray Jr naît en 1929 à Dunn (Caroline du Nord) six mois avant le krach de 1929. Il grandit dans des quartiers défavorisés, où une population majoritairement noire fait régulièrement face aux répressions racistes du Ku Klux Klan. Pour combattre la misère il a dû travailler dès l'âge de dix ans , son père étant revenu de la « Grande Guerre » traumatisé, la misère menaçait. Il est le deuxième fils de Lillie M. Norris et Fred Lincoln Wray, un couple de prédicateurs de rue d'origine Shawnees,,. Sa mère, handicapée, faillit mourir lors de l'accouchement, qui eut lieu avec des forceps, il en gardera des séquelles physiques (des cicatrices de chaque côté de la tête) et psychologiques (une sorte de complexe d'infériorité),. Sa mère lui restera très chère, il l'accompagnera régulièrement lors de séances de prédications publiques qui lui laisseront un souvenir fort : « Moi et [mes deux frères] jouions des chansons pendant qu'elle parlait. C'était sidérant, vraiment, très puissant. Je sentais qu'il y avait quelque chose de spécial au fond d'elle [...]. C'était notre Dieu »

À l'âge de 8 ans, il fait la connaissance de Hambone, un orphelin noir vivant dans un cirque établi non loin de sa maison : « J'étais assis sous le porche. Mon père avait acheté à mon frère Ray une guitare Maybelle [...], mais Ray préférait sortir et faire du vélo [...] donc je l'ai empruntée. Elle n'était même pas accordée, je ne savais pas ce que je faisais, et voilà que débarque ce type qui me dit de le laisser faire. Il l'a prise, l'a accordée, a sorti un bottleneck et commencé à chanter du blues. Je suis tombé amoureux de cette musique ». Link multiplie les visites à son nouvel ami et apprend les bases de la guitare, essayant sans relâche de se mesurer à ses idoles : Chet Atkins, Grady Martin, Ray Charles, Tal Farlow, Hank Williams, ..., mais son jeu reste trop lent à son goût, et il commence à s'intéresser au travail du son, 

« Je cherchais quelque chose que Chet Atkins n'avait encore jamais joué - qu'aucun de tous ces rois du Jazz n'avaient jamais joué [...]. J'étais en quête de mon propre son »

— Link Wray, 2002,
On peut noter qu'un épisode de rubéole lui laissera des séquelles auditives, d'où le jeu puissant qu'il développera par la suite.
En 1943, la famille Wray fuit la misère et s'installe à Portsmouth, en Virginie, sous l'impulsion du père de Link qui s'est fait recruter sur un chantier naval. La fratrie Wray y travaillera aussi un temps, et formera deux groupes de musique : un country, initié par Vernon (l'aîné) et Doug, et l'autre jazz, par Link et Ray. Dans le même temps, Link intégrera les Phelps Brothers, stars locales, et commencera à se faire les dents sur scène,.
En 1951, il est mobilisé dans l'armée américaine et s'envole pour la Corée et l'Allemagne durant deux ans. Atteint de la tuberculose, il y laissera un poumon quelques années après son retour, en 1956,.
Bien loin de se décourager, il se concentre davantage sur son jeu de guitare, et s'équipe d'une Gibson Les Paul dès 1953. Épaulé par ses trois frères, il forme alors son premier vrai groupe, « Lucky Wray and the Palomino Ranch Hands », lesquels se construiront rapidement une renommée locale qui leur vaudra plusieurs concerts à travers le pays.
En 1955, ils partent enregistrer leurs premières chansons à Washington, dont le rockabilly I Sez Baby, mais Link reste insatisfait de ses performances vocales[source insuffisante]. Dans le même temps, il se désintéresse progressivement de ses influences premières et commence à se pencher sur l'élaboration d'une musique plus « lourde » qui lui permettrait de s'exprimer pleinement.

### Rumbleet Link Wray and the Raymen
De retour à Portsmouth, Link continue les concerts avec son jeune frère Doug. Devant un public composé principalement de « marins ivres », il commence à durcir son jeu :« J'ai commencé à sortir mon épingle du jeu ; Doug jouait plus vite, [...] on reprenait des standards country dans un style plus agressif, j'imagine qu'on aurait pu appeler ça du rock'n'roll, on ne le savait seulement pas à l'époque. » La tuberculose gagne cependant du terrain, et Link est opéré en urgence, ce après quoi il restera en observation pendant près d'un an. Durant cette période creuse, Doug est amené à jouer pour Elvis Presley, encore inconnu du public. Link est témoin de ses débuts et se fascine pour cette nouvelle musique dont le jeune talent deviendra une icône.
En janvier 1958, Link est remis sur les rails et se retrouve lui et son groupe  à Fredericksburg en Virginie, dans un show local pour lequel ils devaient initialement reprendre un titre populaire du moment, The Stroll. Sorti de l'hôpital quelques mois plus tôt et avec un poumon en moins, Link ne connaît pas ce titre, et ne peut chanter, il improvise alors un riff calé sur un rythme de Doug. Dans la confusion, Ray plaque un des micros contre l'amplificateur de Link. La puissance délivrée étant trop importante pour le matériel de l'époque, le groupe obtient un son extrêmement saturé : c'est la naissance de Rumble, pièce de 3 accords que Link affirme être issue d'une rencontre avec Dieu lors de son séjour à l'hôpital.
Avant, pendant et après ses passages par les grands labels Epic et Swan, Wray a publié des 45 tours sous plusieurs noms. Lassé de la machine industrielle à faire de la musique, il a commencé à enregistrer des albums à l'aide d'un studio à trois pistes, converti à partir d'une dépendance sur la propriété de son frère où son père avait l'habitude d'élever des poulets,.
Tandis qu'il vivait dans la baie de San Francisco au début des années 1970, Wray a été présenté au guitariste de Quicksilver Messenger Service, John Cipollina, par le bassiste James Hutchinson. Il a formé par la suite un groupe avec comme premier invité spécial Cipollina ainsi que la section rythmique de la bande de Cipollina : Copperhead (le bassiste Hutch Hutchinson, et le batteur David Weber). Ils ont ouvert pour le groupe Lighthouse depuis le Whisky a Go Go de Los Angeles jusqu'au Winterland Ballroom. Plus tard, il a fait de nombreux concerts et émissions de radio dans la région de la Baie, avec Les Lizama remplaçant plus tard Hutchinson à la basse,.
En 1994, il joue sur quatre titres de l'album Chatterton d'Alain Bashung.
Le 5 novembre 2005, Link Wray meurt d'une crise cardiaque à Copenhague. Âgé de 76 ans. Il est incinéré et ses cendres reposent dans une crypte de l'église de Copenhague.

## Renommée
Link Wray est parfois considéré comme le « chaînon manquant » (missing link en anglais) dans l'Histoire du Rock'n'Roll, entre le blues et le futur hard rock.
Un Jour Link Wray a été déclaré par proclamation du gouverneur dans les États du Maryland en 2006 et de Caroline du Nord en 2014.
Link Wray a été nommé pour le Rock and Roll Hall of Fame en 2014, il a aussi été intronisé au Native American Music Hall of Fame (en), au North Carolina Music Hall of Fame, au Rockabilly Hall of Fame, au Washington (DC) Area Music Association Hall of Fame, au Southern Legends Hall of Fame, et à beaucoup d'autres.[source insuffisante].
Le morceau Rumble ayant rempli les critères d'être « culturellement, historiquement ou esthétiquement important et / ou d'informer ou de refléter la vie aux États-Unis » , il a été sélectionné en 2008 dans le Registre national des enregistrements, hébergé à la Bibliothèque du Congrès américaine. Moins de 50 chansons de Rock ont reçu cet honneur,[source insuffisante].
Le groupe de Hip-hop expérimental Death Grips a largement échantillonné Rumble dans le titre Spread Eagle Across The Block.
Sa musique apparaît dans des films comme Independence Day, Desperado, Pulp Fiction, L'Armée des douze singes, ou À bout de souffle, made in USA ; et à la télévision notamment dans Roadracers, et les séries The Lone Gunmen : Au cœur du complot, Roswell ou Les Sopranos.

## Discographie

### Albums
- 1960 : Link Wray & the Wraymen
- 1962 : Great Guitar Hits by Link Wray
- 1963 : Jack the Ripper
- 1964 : Sings and Plays Guitar
- 1971 : Link Wray
- 1971 : Mordicai Jones
- 1972 : Be What You Want To
- 1973 : Beans and Fatback
- 1974 : The Link Wray Rumble
- 1975 : Stuck in Gear
- 1977 : Robert Gordon with Link Wray (avec Robert Gordon)
- 1978 : Fresh Fish Special (avec Robert Gordon)
- 1979 : Bullshot
- 1979 : Live at the Paradiso
- 1990 : Apache
- 1990 : Wild Side of the City Lights
- 1993 : Indian Child
- 1997 : Shadowman
- 1997 : Walking Down a Street Called Love
- 2000 : Barbed Wire